# Jeffrey Solís
Jeffrey Omar Solís Calderón (23 mei 1974) is een Costa Ricaans voormalig voetbalscheidsrechter. Hij was in dienst van FIFA en CONCACAF tussen 2009 en 2017. Ook leidde hij tot 2017 wedstrijden in de Primera División.
Op 22 augustus 2012 leidde Solís zijn eerste wedstrijd in internationaal verband tijdens een wedstrijd tussen Club Xelajú en Deportivo Guadalajara in de CONCACAF Champions League; het eindigde in 1–0 en de Costa Ricaan gaf drie gele kaarten. Op 15 juni 2011 leidde hij zijn eerste interland, toen Guadeloupe met 0–1 verloor van de Verenigde Staten door een doelpunt van Jozy Altidore. Tijdens dit duel gaf Solís aan drie spelers van de thuisploeg een gele kaart.

## Interlands
| Datum            | Plaats                          | Wedstrijd                                  | Uitslag | Competitie                | Kreeg geel | Kreeg voor de tweede keer geel en dus rood | Weggestuurd |
| ---------------- | ------------------------------- | ------------------------------------------ | ------- | ------------------------- | ---------- | ------------------------------------------ | ----------- |
| 15 juni 2011     | Kansas City, Verenigde Staten   | Guatemala – Verenigde Staten               | 0 – 1   | Gold Cup 2011             | 3          | 0                                          | 0           |
| 7 september 2011 | Willemstad, Curaçao             | Curaçao – Haïti                            | 2 – 4   | WK 2014 kwalificatie      | 3          | 0                                          | 0           |
| 8 oktober 2011   | Hamilton, Bermuda               | Bermuda – Trinidad en Tobago               | 2 – 1   | WK 2014 kwalificatie      | 2          | 0                                          | 1           |
| 31 mei 2012      | Landover, Verenigde Staten      | Verenigde Staten – Brazilië                | 1 – 4   | Vriendschappelijk         | 4          | 0                                          | 0           |
| 8 september 2012 | Toronto, Canada                 | Canada – Panama                            | 1 – 0   | WK 2014 kwalificatie      | 5          | 0                                          | 0           |
| 30 mei 2013      | Cleveland, Verenigde Staten     | Verenigde Staten – België                  | 2 – 4   | Vriendschappelijk         | 2          | 0                                          | 0           |
| 13 juli 2013     | Miami Gardens, Verenigde Staten | Trinidad en Tobago – Haïti                 | 0 – 2   | Gold Cup 2013             | 2          | 0                                          | 0           |
| 7 juni 2014      | Foxborough, Verenigde Staten    | Mexico – Portugal                          | 0 – 1   | Vriendschappelijk         | 5          | 0                                          | 0           |
| 8 september 2014 | Dallas, Verenigde Staten        | Honduras – El Salvador                     | 0 – 1   | Copa Centroamericana 2014 | 2          | 0                                          | 0           |
| 15 november 2014 | San Salvador, El Salvador       | El Salvador – Panama                       | 1 – 3   | Vriendschappelijk         | 0          | 0                                          | 0           |
| 12 juni 2015     | Roseau, Dominica                | Dominicaanse Republiek – Canada            | 0 – 2   | WK 2018 kwalificatie      | 0          | 0                                          | 1           |
| 14 november 2015 | Saint Louis, Verenigde Staten   | Verenigde Staten – St. Vincent en de Gren. | 6 – 1   | WK 2018 kwalificatie      | 0          | 0                                          | 0           |
| 31 januari 2016  | Carson, Verenigde Staten        | Verenigde Staten – IJsland                 | 3 – 2   | Vriendschappelijk         | 2          | 0                                          | 0           |
| 4 juni 2017      | Sandy, Verenigde Staten         | Verenigde Staten – Venezuela               | 1 – 1   | Vriendschappelijk         | 0          | 0                                          | 0           |